# 陶家渡街道
陶家渡街道，是中华人民共和国四川省攀枝花市西区下辖的一个乡镇级行政单位。

## 行政区划
陶家渡街道下辖以下地区：
矿建社区、学园社区、宝鼎中路社区、沟北社区和花山中心社区。